# Drumburgh Castle
Drumburgh Castle er et middelalderligt pele tower i landsbyen Drumburgh, Cumbria, England.
Der blev oprindeligt opført et pele tower på stedet nær landsbyen Burgh af Robert le Brun i 1307, hvor der tidligere havde været et tårn, som var en del af Hadrians mur. Det er bygget i rød sandsten. Thomas Dacre genopførte borgen i 1518, der skabte det som samtidige beskrev som "hverken en borg eller et tårn men et stærkt hus". Huset blev ombygget igen i 1678 og 1681 af John Alglionby, der gav bygningen det nuværende udtryk.
Dacre-familiens våbenskjold findes på trappen og drøen på første sal.